# 색스
색스(Seax)는 고대 영어로 "칼"을 의미하는 단어로, 앵글로색슨족을 비롯한 여러 게르만 집단에서 사용하던 단검이다.

## 개요

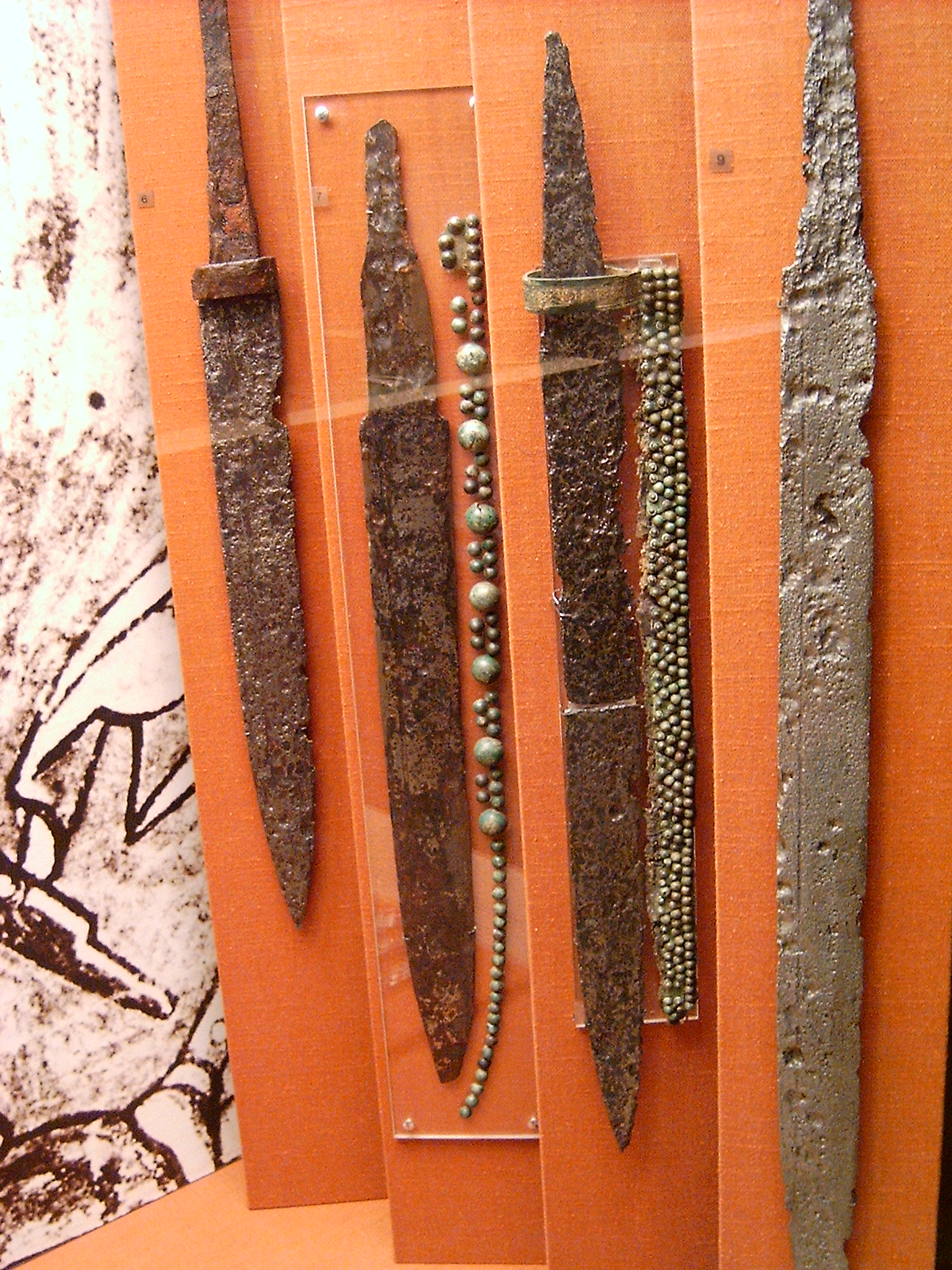
메로빙거 왕조에서 사용한 색스

현대 고고학에서 Seax라는 단어는 민족 대이동 시기와 중세 초기에 게르만족이 사용한 검 내지는 단검의 한 종류로 사용되며, 게르만족의 한 부족인 색슨족(Saxons)의 이름의 모티브가 되었다.
문장학에서 Seax라는 단어는 특정 부분의 날이 빠져 있는 칼날을 가진 곡선형 검을 상징하며, 에식스 주와 미들섹스 주의 문장에 사용되었다.
Seax는 고대 프리지아어로 sax라고 하며, 고대 고지 독일어로 saks라고 한다. 이러한 단어들은 모두 무언가를 자른다는 의미를 가진 게르만 조어인 sag와 이에 파생된 단어인 sahsom에서 유래했으며, "상처입히는 칼"이라는 의미의 단어인 스크래머색스(scramaseax) 또한 여기에서 유래한 것으로 추정되고 있다.
슬레이트를 자르는 연장인 작스(zax)는 Seax에서 유래했다.

## 같이 보기
- 도검
- 단검